# Zaire Franklin
Zaire Franklin (Filadelfia, 2 luglio 1996) è un giocatore di football americano statunitense che milita nel ruolo di linebacker per gli Indianapolis Colts della National Football League (NFL). Fu scelto nel corso del 7º giro (235º assoluto) del Draft NFL 2018 dai Colts. Al college ha giocato a football a Syracuse.

## Carriera universitaria
Franklin frequentò l'Università di Syracuse dal 2014 al 2017 e giocò per i Syracuse Orange. I quattro stagioni disputò 48 partite (39 da titolare), totalizzando 311 tackle, 8,5 sack, 10 passaggi deviati, due intercetti e cinque fumble forzati. Fu nominato nella prima formazione ideale All-ACC nel 2016 e 2017.

## Carriera professionistica
Franklin fu scelto nel corso del 7º giro (235º assoluto) del Draft NFL 2018 dagli Indianapolis Colts. Debuttò nella NFL il 9 settembre 2018, nella partita del primo turno contro i Cincinnati Bengals. Disputò la sua prima partita da titolare il 23 settembre 2018, nella partita del terzo turno contro i Philadelphia Eagles. Nella partita del quinto turno contro i New England Patriots, Franklin mise a segno 11 tackle totali (uno solitario e 10 assistiti). Chiuse la sua stagione da rookie con 16 presenze (di cui due da titolare), 29 placcaggi totali (14 solitari e 15 assistiti) e un passaggio difeso.
Nella stagione 2023 Franklin si classificò secondo nella NFL con 179 tackle.
Nel 2024 Franklin fu convocato per il suo primo Pro Bowl e inserito nel Second-team All-Pro dopo avere guidato la NFL con 173 placcaggi ed essersi classificato secondo con 5 fumble forzati.

## Palmarès
- Convocazioni al Pro Bowl: 1

2024
- Second-team All-Pro: 1

2024